# Жут
Жут је острво у хрватском дијелу Јадранског мора. Након Корната друго је највеће острво Корнатског архипелага. Налази се источно од острва Корнат и западно од острва Пашман. Површина острва износи 14,82 km², док дужина обалске линије износи 44,058 km. Највиши врх — Губавац је висок 155 m. Грађен је од кречњака и доломита кредне старости. Обале острва су врло разуђене и стрмо се спуштају у море. Бројни заливи — Хиљача, Сарушћица, Бизиковица, Пинизел и Бодовац су добра приодна заклоништа од вјетрова за мале бродице. На острву се налази неколико мањих поља на којима се узгајају маслине, смокве и винова лоза, но највећи дио острва је обрастао у макију.
На острву нема насеља нити сталних становника. Повремено на њему живе рибари и пољопривредници с оближњег острва Муртер у чијем је и власништву острво, који љети обрађују поља, а зими напасају овце. Административно припада општини Муртер-Корнати у Шибенско-книнској жупанији.

## Spoljašnje veze
- Поморска карта